# Marțea neagră
Ziua de marți, 10 decembrie 2013 a fost numită de către unii reprezentanți ai societății civile și de o parte a presei Marțea Neagră din cauza adoptării unor legi (sau încercarea de a adopta în cazul altora) sau amendamente controversate la legi, care în opinia opozanților ar însemna un regres democratic și un atentat la statul de drept; parlamentarii fiind acuzați că și-au erijat o super-imunitate. Modificările legislative au stârnit un val de proteste și reacții, atât pe plan intern cât și extern.

## Nume
Numele de „Marțea Neagră” a fost dat de publicistul Dragoș Paul Aligică, într-un articol în care deplânge regresul democratic la care România este supusă; calificând-o „Marțea Neagră” a democrației românești: o rușine națională. El o aseamănă cu un proces de transformare politică a României într-o oligarhie, mai grav decât feudalismul. Acesta susține că, în ciuda eforturilor acestor „caste politice” (legitime din cauza lipsei electoratului de educație politică, cultură civică și comportament antreprenorial) de a acapara întreg sistemul politic, administrativ și economic, o „minoritate reformistă” reușește să revină pe cursul progresului fără a avea acces la mecanismele puterii.

## Derulare
Principalele prevederi ale proiectelor controversate:
1. Legea amnistiei și grațierii[4];
2. Cele două modificări ale Codului Penal;
3. Legea minelor;
4. Legea lobby-ului.

Pentru legea amnistiei și grațierii au votat pentru 266 de deputați din 305 prezenți (rezultat vot pentru=266, contra=32, abtineri=6, nu au votat=1). În iunie 2016 este respinsă definitiv de Camera Deputaților.